# 穆遂留
穆遂留（?—?），中國南北朝時期北魏宜都丁公穆崇之長子。穆觀、穆翰、穆顗之兄。
穆遂留以功被賜爵為零陵侯。後因獲罪而被廢。
穆遂留生富城靜公穆乙，穆乙生富城宣公穆真，穆真生穆泰，穆泰因不願遷都而謀反，謀廢孝文帝，立景穆帝拓跋晃的孙子朔州刺史陽平王元頤為帝，事敗伏誅。